# Peremoha (hromada Barysziwka)
Peremoha (ukr. Перемога) – wieś na Ukrainie, w obwodzie kijowskim, w rejonie browarskim, w hromadzie Barysziwka. W 2001 liczyła 1478 mieszkańców, spośród których 1437 wskazało jako ojczysty język ukraiński, 34 rosyjski, 2 mołdawski, 4 białoruski, a 1 ormiański.